# Afranthidium controversum
Afranthidium controversum là một loài Hymenoptera trong họ Megachilidae. Loài này được Radoszkowski mô tả khoa học năm 1886.